# Mięśniak gładkokomórkowy
Mięśniak gładkokomórkowy (łac. leiomyoma) – łagodny nowotwór mięśni gładkich, który zazwyczaj nie prowadzi do rozwoju mięsaka.